# Farerska Wikipedia
Farerska Wikipedia – edycja Wikipedii tworzona w języku farerskim.
Na dzień 18 lutego 2007 roku edycja ta liczyła 2145 artykułów. W rankingu wszystkich edycji językowych, opublikowanym w dniu 1 lutego tegoż roku, zajmowała 103. pozycję. Zaś na dzień 30 grudnia 2008 roku edycja ta liczyła 5478 artykułów.